# Mick MacNeil
Norman Michael "Mick" MacNeil, född 20 juli 1958 på Barra i Skottland, är en skotsk kompositör och keyboardspelare.
Han bildade ett band med sin trumspelande bror innan han mötte Jim Kerr och Charlie Burchill som erbjöd honom att bli medlem i deras nybildade band Simple Minds. MacNeil gick med som keyboardspelare i Simple Minds 1978 och hans musikaliska bidrag anses vara en viktig orsak till gruppens stora framgångar under 1980-talet. MacNeil medverkade på framgångsrika album som Sons and Fascination, New Gold Dream (81-82-83-84), Sparkle in the Rain och Once Upon a Time. MacNeil tröttnade dock efter hand på det hektiska turnerandet och efter den turné som följde albumet Street Fighting Years lämnade han gruppen 1989 vilket sågs som ett tungt avbräck av de övriga medlemmarna.